# Rosamunda (drottning)

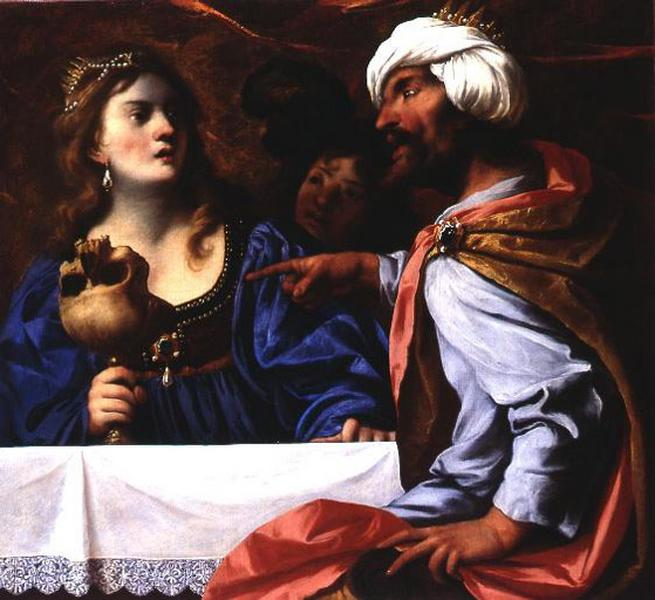
Rosamund är tvungen att dricka från sin faders skalle, av Pietro della Vecchia.

Rosamunda, född runt 540, död 572 eller 573, var en langobardisk drottning, gift med Alboin, som hon mördade sedan han dödat hennes far. Hon är berömd som föremål för legender, sånger, pjäser och tragedier. 

## Biografi
Rosamunda var dotter till gepidernas kung Kunimund. 
År 567 erövrades gepidernas kungarike av en allians av avarer och langobarder. Hennes far dödades, och hon själv blev liksom många andra gepider bortförd av langobardernas kung Alboin. Denne, som endast fått en dotter i sitt första äktenskap, gifte sig med henne och bar hennes fars huvudskål som bägare i sitt bälte. Paret var gifta i fem år, och fick inga barn. 

### Mordet
Alboin blev känd för sin grymhet mot henne. Det mest kända exemplet var det tillfälle då han ska ha tvingat henne att dricka ur sin fars huvudskål vid en bankett i Verona. Denna incident ska ha fått Rosamunda att bestämma sig för att mörda Alboin tillsammans med sin älskare, kungens vapenbärare Helmichis. De såg också till att utverka stöd för mordet i förväg hos den bysantinske exarken i Ravenna, Longinus. 
Helmichis föreslog att de skulle anlita den muskulöse Peredeo för mordet. Peredeo vägrade. Rosamunda klädde då ut sig till tjänare och hade samlag med honom. När han förstod att han hade haft samlag med drottningen och alltså befann sig i stor fara, gick han med på att mörda kungen. 
Alboin förvarade alltid ett svärd vid sin säng till försvar om han skulle utsättas för ett mordförsök i sitt sovrum, och för att underlätta mordet, såg Rosamunda till att han gick till sängs berusad, och band sedan fast hans svärd vid sängstolpen för att göra det omöjligt för honom att använda det under attacken. Samma natt mördades Alboin i sin sängkammare medan han förgäves försökte skydda sig med en fotpall, troligen av flera män bestående av minst Helmichis, Peredeo och Elmigisilus. 

### Efterspel
Efter mordet utropade sig Helmichis till kung med Rosamundas stöd. Paret fick dock inget stöd av langobarderna och tvingades fly. Rosamunda och Helmichis tog med sig Alboins dotter Albsuinda och statskassan och flydde till Longinus i bysantinska Ravenna. 
Rosamunda förhandlade med Longinus, som rådde henne att förgifta Helmichis. Hon gick med på det, men då hon räckte honom bägaren med gift, tvingade han henne att dricka det i stället, och varefter han drack vad som fanns kvar, vilket resulterade i bådas död. 
Rosamundas styvdotter Albsuinda, som då var ett barn, fördes till Konstantinopel som gisslan, men nämns inte efter detta.